# Hofterups församling
Hofterups församling var en församling i V Karaby, Dagstorp och Hofterup pastorat i Frosta-Rönnebergs kontrakt i Lunds stift. Församlingen låg i Kävlinge kommun i Skåne län. Församlingen uppgick 2022 i Dösjebro församling.

## Administrativ historik
Församlingen har medeltida ursprung. 
Församlingen var till 1962 annexförsamling i pastoratet Barsebäck och Hofterup. Från 1962 till 1992 var den annexförsamling i pastoratet Löddeköpinge, Barsebäck, Hög och Hofterup som även omfattade Borgeby församling till 1973. Från 1992 till 2022 var församlingen annexförsamling i pastoratet Västra Karaby, Dagstorp och Hofterup. Församlingen uppgick 2022 i Dösjebro församling.

## Kyrkor
- Hofterups kyrka